# 北田栄作
北田 栄作（きただ えいさく、1923年9月10日 - 2007年3月19日）は、日本の大蔵官僚。国際金融局次長、造幣局長、第三相互銀行取締役副頭取、同行代表取締役頭取、第三銀行代表取締役頭取（初代）などを歴任。

## 来歴
三重県出身。東京大学法学部政治学科卒業。東大法学部政治学科在学中に第一回目の国家公務員六級職試験をトップで合格。1949年 大蔵省入省。大臣官房秘書課配属。1953年7月 長浜税務署長。1962年6月 理財局総務課長補佐。1969年8月 主計局主計官（外務、通商産業担当）。1972年6月 理財局総務課長。1973年6月26日 東海財務局長。1974年7月10日 銀行局検査部長。1975年11月20日 大臣官房審議官（関税局担当）。1976年6月11日 国際金融局次長。1977年6月10日 造幣局長。1978年6月17日 退官。同年7月 電源開発理事。1983年6月 第三相互銀行取締役副頭取。1985年6月 第三銀行代表取締役頭取。1989年2月 第三銀行代表取締役頭取（初代）。

## 略歴
- 1949年4月：大蔵省入省。大臣官房秘書課配属[2]。
- 1951年4月：東京国税局調査査察部調査第二課。
- 1951年11月：東京国税局調査査察部国税調査官。
- 1952年9月：国税庁直税部所得税課。
- 1953年7月：長浜税務署長。
- 1954年12月：大臣官房。
- 1954年12月：経済審議庁総務部企画課。
- 1955年7月20日：経済企画庁長官官房企画課長補佐（物価、国民所得、調査統計担当）[4]。
- 1956年7月：大臣官房調査課。
- 1958年6月：理財局資金課長補佐。
- 1962年6月：理財局総務課長補佐。
- 1964年7月：理財局資金課長補佐。
- 1965年7月：近畿財務局管財部長。
- 1967年8月：主計局司計課長 兼 主計局主計監査官。
- 1969年8月：主計局主計官（外務、通商産業担当）。
- 1970年7月：銀行局特別金融課長。
- 1972年6月：理財局総務課長。
- 1973年6月26日：東海財務局長。
- 1974年7月10日：銀行局検査部長。
- 1975年11月20日：大臣官房審議官（関税局担当）。
- 1976年6月11日：国際金融局次長。
- 1977年6月10日：造幣局長。
- 1978年6月17日：退官。